# Gare du Mesnil-Vin
Gare du Mesnil-Vin vasútállomás Franciaországban, Ménil-Vin településen.

## Vasútvonalak
Az állomást az alábbi vasútvonalak érintik:
- Falaise–Berjou-vasútvonal

## Kapcsolódó állomások
A vasútállomáshoz az alábbi állomások vannak a legközelebb: